# Ірано-британські відносини
Ірансько-британські відносини — двосторонні відносини між Сполученим Королівством та Іраном. Іран, який до 1935 року на Заході називали Персією, мав політичні відносини з Англією з пізнього періоду Ілханату (13 століття), коли король Англії Едуард I послав Джефрі Ленглі до двору Ільханідів шукати союзу.
До початку дев'ятнадцятого століття Іран був для Британії віддаленою та легендарною країною, настільки, що європейська країна ніколи серйозно не створювала дипломатичного центру, такого як консульство чи посольство. До середини дев'ятнадцятого сторіччя значення Ірану як буферної держави для панування Сполученого Королівства над Індією зросло. Велика Британія розпалювала конфлікт між Іраном і Афганістаном як засіб запобігання афганському вторгненню в Індію.

## Історія англо-іранських відносин

### Епоха Сефевідів
У 1553 король Англії Едуард VI найняв багатого купця та дослідника Себастьяна Кебота для створення напівприбуткової торгової компанії. Йому дали два кораблі, які попрямували до портового міста Архангельська. Капітаном одного з цих кораблів був сер Річард Ченселлор, який успішно досяг північного міста. Звідти Себастьян Кабот і його посланник вирушили до російського міста Москви з діловою пропозицією для великого князя Івана IV Грозного. Коли угода була прийнята, виникло Московське торгове товариство. На південь від штаб-квартири Московської торгової компанії було багате царство імперії Сефевідів. Компанія почала надсилати посланців під час правління шаха Тахмаспа I у перші роки діяльності. Ентоні Дженкінсон був одним із перших керівників цих посланників. Загалом було шість візитів, і останній був у червні 1579 року під час правління шаха Мохаммада Ходабанде на чолі з Артуром Едвардсом. Але в той час, коли посланці компанії дісталися до королівського двору в Казвіні, шах був зайнятий захистом своїх кордонів від свого головного суперника, Османської імперії. Щоб досягти багатства країни, компанія успішно проникла на ринки та відправила нових посланців.
У 1597 році, коли Аббас I Сефевід намагався створити союз проти свого головного суперника, Османів, він прийняв Роберта та Ентоні Ширлі та групу з 26 англійських посланців у Казвіні. Англійська делегація, також добре знаючи про османську загрозу, була більш ніж рада мати Персію як союзника проти осман. Шах Аббас тепло прийняв делегацію і взяв їх як своїх гостей із собою до Ісфахана, де споруджував нову столицю.
Невдовзі шах призначив братів Ширлі для організації та модернізації королівської кінноти та навчання армії (особливо елітних рабів-солдат-гуламів, які складалися з масово депортованих та імпортованих черкесів, грузинів, вірмен та інших кавказців). Наслідки цих модернізацій виявилися дуже успішними, оскільки відтоді Сефевіди виявилися рівноправною силою проти свого головного суперника, негайно розгромивши їх у першій майбутній війні (Османсько-Сефевідська війна 1603–1618) і всіх інших сефевідських війнах. Далі відбулося багато інших подій, у тому числі дебют Британської Ост-Індської компанії в Персії та встановлення торговельних шляхів для шовку через Джаск в Ормузькій протоці в 1616 році. Саме звідси такі люди, як сер Джон Малкольм, пізніше отримали вплив на Каджаридський престол.

### Каджарська ера

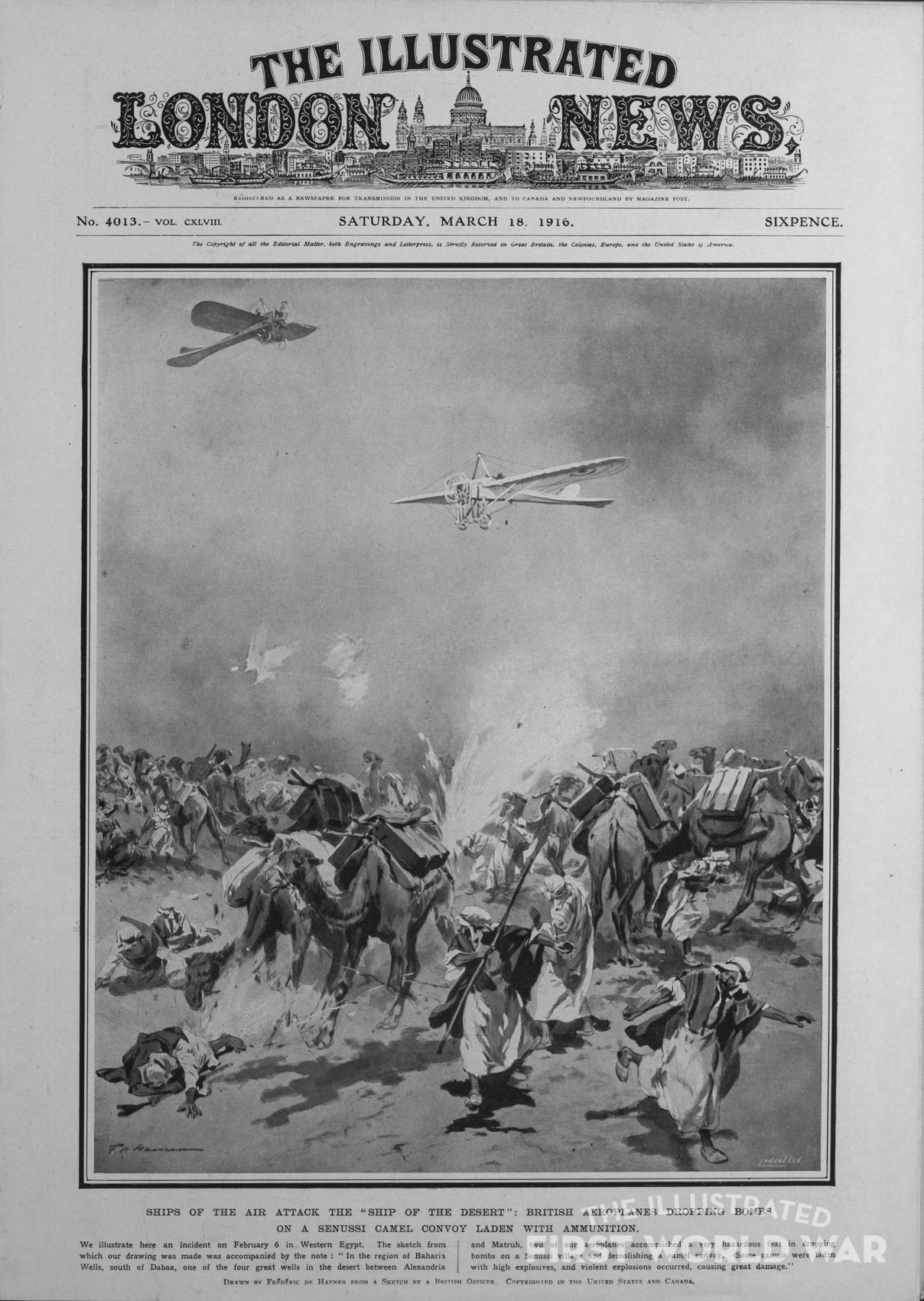
Насереддін-шах Персії приймає королева Вікторія у Віндзорському замку в липні 1859 року.

Англо-перські відносини набрали обертів, оскільки ослаблена імперія Сефевідів, після короткочасного відродження військового генія Надер-Шаха (правління 1736-1747), зрештою поступилася місцем династії Каджаридів, яка швидко була поглинена внутрішніми негараздами та суперництвом, тоді як конкуруючі колоніальні держави шукали стабільної опори в регіоні. У той час як португальці, британці та голландці змагалися за південь і південний схід від Персії в Перській затоці, імперська Росія в основному не мала перешкод на півночі, звідки вона просувалась, щоб встановити панування на північних територіях Персії.
Вражений внутрішньою політикою та некомпетентністю, уряд Каджаридів швидко після свого панування виявився нездатним протистояти численним складним зовнішньополітичним викликам на порозі Персії.

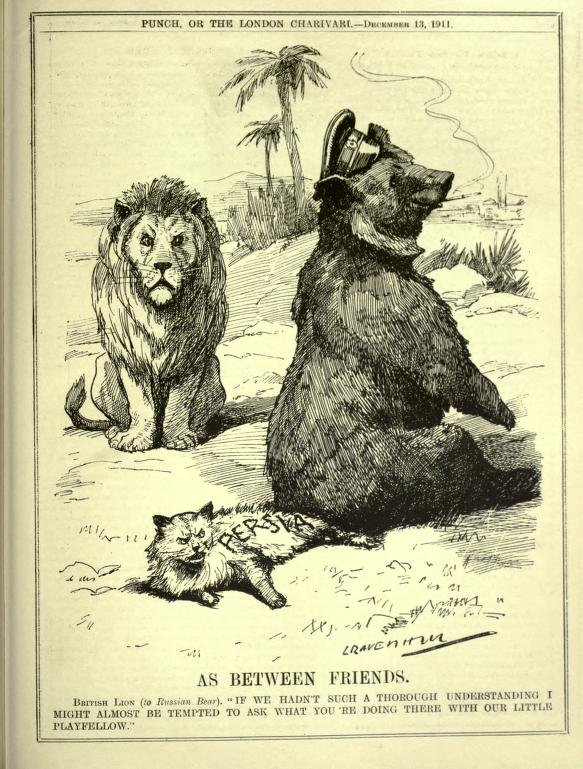
Підпис з англійського сатиричного журналу 1911 року говорить: «Якби ми не мали глибокого розуміння, я (британський лев) міг би майже спокуситися запитати, що ти (російський ведмідь) робиш там із нашим маленьким товаришем (перським котом)».

Під час монархії Фатха Алі Шаха сер Джон Малкольм, сер Харфорд Джонс-Бріджес, 1-й баронет, Аллен Ліндсей, Генрі Поттінгер, Чарльз Крісті, сер Генрі Роулінсон, Гарольд Ніколсон, сер Джон Макніл, Едмунд Айронсайд і Джеймс Моріє були одними з британська еліта тісно пов'язана з перською політикою. Аллен Ліндсі навіть був призначений генералом в армії Аббаса Мірзи.
Ослаблений і збанкрутілий королівський двір під керівництвом Фатха Алі-Шаха був змушений підписати Гюлістанський договір 1813 року, а потім Туркменчайський договір після того, як зусилля Аббаса Мірзи не змогли захистити північний фронт Персії проти імперської Росії. Договори були підготовлені сером Гором Оузлі за допомогою британського МЗС у Лондоні. Сер Гор Оузлі був молодшим братом британського сходознавця Вільяма Оузлі, який служив секретарем британського посла в Персії.
Фактично, нинішні південні та східні кордони Ірану були визначені не ким іншим, як британцями під час англо-перської війни (1856-1857). Після відбиття нападу Насереддін-шаха на Герат у 1857 році британський уряд доручив Фредеріку Джону Голдсміду з Департаменту індоєвропейського телеграфу визначити кордони між Персією та Індією протягом 1860-х років.
У 1872 році шах підписав угоду з бароном Юліусом де Рейтером, яку Джордж Натаніель Керзон назвав «Найповнішою та надзвичайною передачею всіх промислових ресурсів королівства в чужі руки, про яку коли-небудь мріяли».
Концесія Рейтера була негайно засуджена всіма рангами бізнесменів, духовенства та націоналістів Персії, і концесію швидко змусили скасувати.
Подібним чином «Тютюнова фетва», постановлена Великим аятолою Мірзою Хасаном Ширазі, була інцидентом, який підняв народне обурення проти британської присутності в Персії замість дипломатично обезголовленого та апатичного Каджарського трону. Такі концесії, як ця, і 70-річний контракт на перські залізниці, які будуть експлуатуватися британськими бізнесменами, такими як барон де Рейтер, ставали все більш помітними. Це особливо висвітлив факт відкриття нафти в Масджед Солейман у 1909 році та заснування Англо-Іранської нафтової компанії та «Концесії Д’Арсі».
До кінця 19 століття домінування Великої Британії стало настільки виразним, що Хузестан, Бушер та безліч інших міст на півдні Персії були окуповані Великою Британією, а центральний уряд у Тегерані не мав повноважень навіть обирати собі міністрів без погодження з англо-російськими консульствами. Морган Шустер, наприклад, був змушений піти у відставку під величезним тиском Великої Британії та Росії на королівський двір. Книга Шустера «Задушення Персії» — це розповідь про подробиці цих подій, жорстка критика Британії та імперської Росії.

### Епоха Пехлеві
Серед громадського обурення проти неспроможності перського престолу зберегти свою політичну та економічну незалежність від Великої Британії та імперської Росії перед обличчям таких подій, як англо-російська конвенція 1907 року та «договір 1919 року», одним із результатів був перський Конституційна революція, яка зрештою призвела до падіння династії Каджарів.
Велике потрясіння перського політичного ландшафту сталося, коли участь генерала Едмунда Айронсайда зрештою призвела до піднесення Реза-шаха Пехлеві у 1920-х роках. Поширена думка про те, що британці брали участь у перевороті 1921 року, була помічена ще в березні 1921 року американським посольством і передана до відділу Ірану в Міністерстві закордонних справ. У звіті британського посольства від 1932 року визнається, що британці посадили Реза-шаха «на трон».
Після встановлення влади та зміцнення центрального уряду Реза Хан швидко поклав край автономній діяльності підтримуваного Великою Британією шейха Хазала на півдні. Лондон відмовився від підтримки Хазаля на користь Реза Шаха.
Нова сторінка в англо-іранських відносинах почалася, коли Іран скасував свої угоди про капітуляцію з іноземними державами в 1928 році. Успіх Ірану в скасуванні угод про капітуляцію та провал англо-іранської угоди 1919 року раніше призвели до інтенсивних дипломатичних зусиль з боку Ірану. Британський уряд упорядкував відносини між двома країнами на основі договору. З іранської сторони переговори з найширшого кола питань вів Абдолхоссейн Теймурташ, міністр суду з 1925 по 1932 роки та номінальний міністр закордонних справ Ірану в цей період.
Проте гнів британського уряду викликали дипломатичні претензії Персії на багаті на нафту регіони Великих і Малих островів Танбс, Абу-Муса та Бахрейн у районі Перської затоки. На економічному фронті, з іншого боку, тиск з боку Ірану з метою скасування монопольних прав британського Імперського банку Персії випускати банкноти в Ірані, Закон Ірану про торгову монополію 1928 року та заборони, згідно з якими британський уряд і англо-перський Нафтовій компанії (APOC) більше не дозволялося укладати прямі угоди зі своїми клієнтськими племенами, як це було в минулому, що мало задовольнило очікування Британії. Кумулятивний вплив цих вимог на британський уряд був добре виражений сером Робертом Клайвом, британським міністром у Тегерані, який у 1931 році зазначив у доповіді Міністерству закордонних справ: «Є ознаки того, що їхня теперішня політика полягає в тому, щоб побачити, наскільки далеко вони можуть підштовхнути нас до поступок, і я відчуваю, що ми ніколи не відновимо наш колишній престиж і навіть не зможемо ставитися до перського уряду на рівних, доки не будемо в змозі це припинити».
Незважаючи на величезний обсяг листування та тривалі переговори, які велися між двома країнами з найширшого кола питань, з іранської сторони Теймурташ вів ці переговори одноосібно «без жодного секретаря, щоб тримати в порядку свої папери» за словами одного вченого. Проте розв’язання всіх невирішених розбіжностей швидко було неможливим, враховуючи реальність того, що з британської сторони прогрес виявився виснажливим через необхідність консультуватися з багатьма урядовими департаментами з різними інтересами та юрисдикцією.
Однак найскладнішою проблемою виявилися наполегливі зусилля Ірану переглянути умови, за якими APOC зберігав майже монопольний контроль над нафтовою промисловістю в Ірані в результаті концесії, наданої Вільяму Ноксу Д'Арсі в 1901 році королем Каджарів. період. «Те, що перси відчували, — пояснював Теймурташ своїм британським колегам у 1928 році, — що на їхній власній землі була розвинена промисловість, у якій вони не мали реальної частки».
Ситуацію ще більше ускладнювало те, що згідно з актом британського парламенту 1914 року, ініціатива, підтримана Вінстоном Черчіллем як Першого лорда Ірану, з часом спрямувала б Іран на курс зіткнення з британським урядом. Адміралтейство привело до того, що британському уряду було надано п’ятдесят три відсотки володіння акціями APOC. Рішення було прийнято під час Першої світової війни, щоб гарантувати, що британський уряд займе важливу позицію в іранських справах, щоб захистити потік нафти з Ірану через її критичне значення для роботи Королівського флоту під час війни. До 1920-х років великі установки та трубопроводи APOC у Хузестані та нафтопереробний завод в Абадані означали, що діяльність компанії в Ірані призвела до створення найбільшого промислового комплексу на Близькому Сході.
Спроба переглянути умови нафтової концесії на більш сприятливій для Ірану основі призвела до тривалих переговорів, які проходили в Тегерані, Лозанні, Лондоні та Парижі між Теймурташем і головою APOC сером Джоном Кедманом, що охоплювали роки з 1928 по 1932. Основним аргументом для перегляду умов Угоди Д'Арсі з іранської сторони було те, що її національне багатство було розтрачено через поступку, яку надав у 1901 році попередній неконституційний уряд, змушений погодитися на несправедливі умови під тиском.
Однак, незважаючи на значний прогрес, Реза-шах Пехлеві незабаром утвердив свою владу, різко включившись у переговори. Монарх взяв участь у засіданні Ради міністрів у листопаді 1932 року, і після того, як публічно дорікнув Теймурташу за його неспроможність забезпечити угоду, продиктував листа до кабінету про скасування Угоди Д'Арсі. Уряд Ірану повідомив APOC про припинення подальших переговорів і зажадав скасування концесії Д'Арсі. Відкинувши скасування, британський уряд підтримав позов від імені APOC і передав спір до Постійної палати міжнародного правосуддя в Гаазі, стверджуючи, що вважає себе «вправним вживати всіх таких заходів, яких може вимагати ситуація для Компанії». У цей момент Хасан Такізаде, новий іранський міністр, якому було доручено взяти на себе відповідальність за нафтове досьє, мав натякнути британцям, що скасування мало лише прискорити переговори, і що це буде політичним самогубством для Ірану - вийти з переговорів.
Реза Шах був раптово усунений від влади під час англо-радянського вторгнення в Іран під час Другої світової війни. Новий шах, наслідний принц Мохаммад Реза Пехлеві, підписав Тристоронній договір про альянс з Британією та Радянським Союзом у січні 1942 року, щоб допомогти союзникам у військових зусиллях невійськовим шляхом.
У 1951 році іранці націоналізували нафту під керівництвом демократично обраного прем'єр-міністра Мохаммада Мосаддега. Це викликало велику напругу між Іраном і Великою Британією.
Згідно з книгою «Усі люди шаха», британці намагалися переконати Гаррі С. Трумена приєднатися до їхньої кампанії проти Ірану. Однак тільки коли Дуайт Ейзенхауер став президентом, британцям вдалося переконати США приєднатися до їхньої змови. Щоб переконати адміністрацію Ейзенхауера, Вудхауз сформував свій заклик навколо риторики антикомунізму. Вони зазначили, що партія Туде може взяти під контроль Іран. Зрештою британці та ЦРУ створили план під кодовою назвою «Операція Аякс» з метою повалення демократично обраного Мосаддика. Переворот здійснив польовий командир Центрального розвідувального управління Керміт Рузвельт-молодший (онук Теодора Рузвельта).
Після перевороту десятки іранських політичних активістів з Національної та Комуністичної партій були ув'язнені або вбиті. Цей переворот лише посилив глибоку недовіру до британців в Ірані. Відтоді в іранській культурі стало дуже поширеним недовіра до британського уряду; гарним прикладом є образ дядька в телешоу «Мій дядько Наполеон».
Кінець Другої світової війни став початком американського домінування на політичній арені Ірану, і з назріванням антирадянської холодної війни Сполучені Штати швидко зробили крок до перетворення Ірану в антикомуністичний блок, таким чином значно зменшивши вплив Британії на Іран у наступні роки. Операція «Аякс» і падіння прем’єр-міністра Мосаддика були, мабуть, останньою з великих втручань Британії в іранську політику в епоху Пехлеві. Шах Ірану Мохаммед Реза Пехлеві здійснив державний візит до Сполученого Королівства в травні 1959 року. Королева Великої Британії Єлизавета II здійснила державний візит до Ірану в березні 1961 року.
Британські війська почали виводити із Перської затоки в 1968 році. Це було зроблено буквально з чисто економічних міркувань. Британці просто не могли дозволити собі витрати на адміністрування. (Див. також на схід від Суеца). У рамках цієї політики в 1971 році тодішній британський уряд вирішив не підтримувати шаха, і врешті патронат Сполученого Королівства припинився, і, отже, цю роль виконали США.

### Ісламська Республіка
30 квітня 1980 року посольство Ірану в Лондоні було захоплено групою терористів із шести осіб, які утримували будівлю протягом шести днів, поки заручники не були врятовані під час рейду SAS. Після Іранської революції 1979 року Велика Британія призупинила всі дипломатичні відносини з Іраном. Британія не мала посольства, поки воно не було знову відкрито в 1988 році.
Під час ірано-іракської війни Саддам Хусейн придбав у британських фірм металеві труби, призначені для супергармати проекту «Вавилон». Усі вони були перехоплені митницею та акцизними службами, і жоден так і не потрапив до Іраку. Постачальники були запевнені, що їхні труби будуть використані в проекті трубопроводу.
Через рік після відновлення британського посольства в Тегерані аятолла Хомейні видав фетву, наказуючи мусульманам усього світу вбити британського письменника Салмана Рушді. Дипломатичні відносини з Лондоном були розірвані лише для того, щоб відновити їх на рівні тимчасових повірених у справах у 1990 році.
Відносини нормалізувалися в 1997 році під час реформаторської адміністрації президента Мохаммада Хатамі, і Джек Стро став першим високопоставленим британським політиком, який відвідав Тегеран у 2001 році після революції.
Відносини зазнали невдачі в 2002 році, коли Тегеран відмовив Девіду Реддавею як посла Лондона за звинуваченням у шпигунстві, і ще більше погіршилися через два роки, коли Іран захопив вісім британських моряків у річці Арванд поблизу кордону з Іраком. Моряки були помилувані та відвідали церемонію прощання з президентом Ахмадінеджадом незабаром після того, як їх звільнили.
У лютому 2004 року, після землетрусу в Бамі, принц Чарльз і тодішній президент Мохаммад Хатамі відвідали місто.
28 листопада 2011 року Іран погіршив свої відносини з Британією через нові санкції, введені Великою Британією. Наступного дня група студентів і Басіджі напали на територію посольства Великої Британії в Тегерані, пошкодивши майно та вигнавши персонал посольства. 30 листопада 2011 року у відповідь на напад Велика Британія закрила своє посольство в Тегерані та наказала закрити посольство Ірану в Лондоні.
Згідно з опитуванням Всесвітньої служби ВВС у 2013 році, лише 5% британців сприймають вплив Ірану позитивно, а 84% висловлюють негативну думку. Згідно з опитуванням Pew Global Attitudes Survey 2012 року, 16% британців сприйняли Іран прихильно, у порівнянні з 68%, які сприйняли його негативно; 91% британців виступають проти отримання Іраном ядерної зброї та 79% схвалюють «жорсткіші санкції» проти Ірану, тоді як 51% британців підтримують використання військової сили, щоб перешкодити Ірану розробити ядерну зброю.
З липня 2012 року по жовтень 2013 року британські інтереси в Ірані підтримувалися посольством Швеції в Тегерані, тоді як інтереси Ірану в Сполученому Королівстві підтримувалися посольством Оману в Лондоні.
У липні 2013 року було оголошено, що Сполучене Королівство розгляне можливість покращення відносин з Іраном «крок за кроком» після обрання президента Хасана Рухані.
8 жовтня 2013 року Велика Британія та Іран оголосили, що кожна з них призначить тимчасового повіреного у справах для відновлення повноцінних дипломатичних відносин.
20 лютого 2014 року посольство Ірану в Лондоні було відновлено, і дві країни домовилися відновити дипломатичні відносини. 23 серпня 2015 року посольство Великої Британії в Тегерані офіційно знову відкрилося.

## Поточні відносини

### Торгівля
Першим перським послом у Великій Британії був Мірза Альбохассан Хан Ілчі Кабір.
22 січня 2006 року газета Herald Tribune повідомила про зростання британського експорту до Ірану з 296 мільйонів фунтів стерлінгів у 2000 році до 443,8 мільйонів фунтів стерлінгів у 2004 році. Представник UK Trade and Investment сказав, що «Іран став більш привабливим, тому що зараз він прагне більш ліберальна економічна політика». Станом на 2009 рік загальна сума активів, заморожених у Великій Британії відповідно до санкцій ЄС (Європейського Союзу) та ООН проти Ірану, становить приблизно 976 мільйонів фунтів стерлінгів (1,64 мільярда доларів). [потрібне цитування] У листопаді 2011 року Велика Британія розірвала всі зв’язки з іранськими банками в рамках пакету санкцій з боку США, Великої Британії та Канади, спрямованих на протистояння ядерній програмі Тегерана.

### Політична напруга
Протистояння між пактом США та Європейського Союзу з одного боку та Іраном з іншого щодо іранської ядерної програми також продовжує розвиватися, залишаючись серйозною перешкодою для покращення зв’язків між Тегераном та Лондоном.
У конфіденційному листі британського дипломата Джона Соерса французьким, німецьким і американським дипломатам від 16 березня 2006 року двічі згадувалося про намір змусити Раду Безпеки ООН посилатися на розділ VII Статуту ООН, щоб чинити тиск на Іран. Розділ VII описує повноваження Ради Безпеки дозволяти економічні, дипломатичні та військові санкції, а також використовувати військову силу для вирішення суперечок.
Sunday Telegraph повідомила, що 3 квітня 2006 року відбудеться таємна зустріч на високому рівні між урядом Великої Британії та військовими командуваннями щодо планів нападу на Іран. The Telegraph посилався на «високопоставлене джерело в Міністерстві закордонних справ», яке стверджує, що «в деяких районах Уайтхолла вважають, що атака зараз майже неминуча. Вторгнення в Іран не буде, але ядерні об’єкти будуть знищені». BBC повідомило про заперечення того, що зустріч відбудеться, але не заперечення передбачуваних тем зустрічі з боку Міністерства оборони Великої Британії, а також про те, що «існують надійні та постійні припущення про те, що американська таємна діяльність, спрямована проти Ірану, вже триває». ".

#### 2004 Захоплення Іраном персоналу Королівського флоту
Основна стаття: Захоплення Іраном персоналу Королівського флоту в 2004 році
21 червня 2004 року вісім моряків і Королівських морських піхотинців були захоплені силами Військово-морських сил Королівської революції під час навчання персоналу річкового патруля Іраку в Перській затоці.

#### 2007 Захоплення Іраном персоналу Королівського флоту
Додаткова інформація: 2007 рік, арешт Іраном персоналу Королівського флоту
23 березня 2007 року п'ятнадцять військовослужбовців Королівського флоту були схоплені військово-морськими силами Іранської революційної гвардії за те, що вони нібито заблукали в іранських водах. Вісім моряків і сім королівських морських піхотинців на двох катерах з HMS Cornwall були затримані о 10:30 за місцевим часом шістьма сторожовими катерами ВМС КВІР. Згодом їх доставили до Тегерана. Іран повідомив, що моряки почуваються добре. 1 квітня 2007 року близько 200 студентів напали на британське посольство, вимагаючи вислання посла країни через протистояння навколо захоплення Іраном 15 британських моряків і морських піхотинців. Протестувальники скандували «Смерть Британії» та «Смерть Америці». Спекуляції щодо мотивів іранців для цієї дії були нестримними; враховуючи величезний тиск на іранців на багатьох фронтах з боку Сполучених Штатів, Корпус вартових революції міг відповісти на будь-яку з низки передбачуваних загроз.
3 квітня 2007 року прем'єр-міністр Тоні Блер повідомив, що «наступні 48 годин будуть критичними» для подолання кризи. Приблизно о 13:20 за Гринвічем президент Ірану оголосив, що 8 моряків будуть «помилувані». Наступного дня він оголосив, що всі 15 британських співробітників будуть негайно звільнені «на святкування дня народження Пророка та Великодня».

#### Продаж зброї
Незважаючи на політичний тиск і санкції, розслідування митників свідчить про те, що принаймні сім британських торговців зброєю постачали іранську авіацію, її елітний Корпус вартових революції та суперечливі ядерні амбіції країни. Британський бізнесмен був спійманий на контрабанді компонентів для використання в керованих ракетах через підставну компанію, якою виявилося Міністерство оборони Ірану. Інший випадок стосується групи, до складу якої входило кілька британців, які, як стверджували слідчі, намагалися експортувати компоненти, призначені для підвищення характеристик іранських літаків. Інші приклади включають британського торговця зброєю-мільйонера, якого спіймали на торгівлі кулеметами, використовуваними SAS і здатними вистрілювати 800 пострілів на хвилину, з постачальником зброї в Тегерані.

#### Сад Голхак
У 2006 році в парламенті Ірану було порушено суперечку щодо власності Gholhak Garden, великого британського дипломатичного комплексу на півночі Тегерана, коли 162 депутати написали спікеру. Посольство Великої Британії займає цю ділянку принаймні з 1934 року та стверджує, що вони є законним правом власності, але це питання було піднято знову в 2007 році, коли група депутатів заявила, що документи на право власності на ділянку були незаконними відповідно до законів, які діяли в 1934 році. У липні У 2007 році відбулася конференція для обговорення права власності на комплекс, але на ній не була присутня британська сторона.

### Притулок
14 березня 2008 року Велика Британія заявила, що повторно розгляне заяву про надання притулку підлітка-гея з Ірану, який стверджує, що зазнає переслідувань, якщо його повернуть додому. Він утік до Нідерландів і шукав там притулку; однак уряд Нідерландів відмовив йому, заявивши, що справа має бути розглянута у Великій Британії, куди він вперше звернувся.

### Ескалація розмов про війну
Коли розмови про удари та контрудари у зв'язку з переговорами про війну між трійкою Сполучених Штатів, Ізраїлю та Ірану загострилися в 2008 році, високопоставлений іранський чиновник запропонував його режиму націлитися на Лондон, щоб стримати таку атаку. Глава департаменту Європи та США МЗС Ірану Вахід Карімі заявив, що напад на Лондон може стримати США від нападу на Тегеран. Він сказав: «Найбільш прийнятним засобом стримування, який має Іран, окрім операції у відповідь у регіоні [Перської затоки], є вжиття заходів проти Лондона». Він також припустив, що схильність до нападу може виникнути через «зазвичай авантюрний» президентський термін. Він сказав: «Президенти США, як правило, авантюристи під час своїх других термінів… [Річард] Ніксон, зганьблений Вотергейтським скандалом; [Рональд] Рейган, з „Іренгейтською“ авантюрою; [і Білл] Клінтон, з Монікою Левінські — і можливо, Джордж Буш, чинний президент, влаштує скандал, пов'язаний із законною ядерною діяльністю Ірану, щоб не залишитися позаду». Його припущення змусили його припустити, що зіткнення може відбутися між президентськими виборами в США 2008 року і до моменту, коли новий президент вступить на посаду в січні 2009 року. «У найгіршому випадку Джордж Буш може переконати обраного президента здійснити непродумана операція проти Ірану до 20 січня 2009 року, тобто до того, як режим буде здано, і він припинить свою присутність у Білому домі. Наступному президенту США доведеться мати справу з наслідками».

### Конфлікт на виборах в Ірані 2009 року
Після спірних президентських виборів в Ірані 2009 року та протестів, що послідували, британсько-іранські відносини зазнали ще більшого випробування. 19 червня 2009 року верховний лідер Ірану аятола Хаменеї назвав британський уряд «найзлішим» із західних країн, звинувативши британський уряд у надсиланні шпигунів до Ірану, щоб розпалити емоції під час виборів, хоча він Британські дипломати припустили, що ця заява використовує Сполучене Королівство як «проксі» для Сполучених Штатів, щоб запобігти завданню шкоди американо-іранським відносинам. Тим не менш, британський уряд, незадоволений цією заявою, викликав іранського посла Расула Мовахеддіана до МЗС, щоб подати протест. Потім Іран видворив двох британських дипломатів з країни, звинувативши їх у «діяльності, що не відповідає їхньому дипломатичному статусу». 23 червня 2009 року британський уряд відповів, виславши двох іранських дипломатів зі Сполученого Королівства. Прем'єр-міністр Гордон Браун заявив, що він незадоволений тим, що йому довелося вжити заходів, але припустив, що немає іншого виходу після того, що він назвав «невиправданими» діями Ірану. 24 червня 2009 року міністр закордонних справ Ірану Манучехр Моттакі оголосив, що країна розглядає можливість «понизити» свої зв'язки з Великою Британією.
Через чотири дні було повідомлено, що влада Ірану заарештувала низку співробітників британського посольства в Тегерані, посилаючись на їхню «значну роль» у недавніх заворушеннях. Після цієї події уряд Великої Британії відповів рішучою вимогою до іранської влади негайно звільнити британський персонал, оскільки він заявив, що звинувачення Ірану є безпідставними без доказів. Після арешту британського персоналу Європейський Союз (ЄС) також вимагав звільнити британського персоналу в Ірані згідно з міжнародним правом, і якщо британський персонал не буде звільнений, ЄС погрожує «рішучою відповіддю». 29 грудня 2009 року міністр закордонних справ Ірану Манучехр Моттакі попередив Велику Британію, щоб вона заявила, що «Велика Британія отримає ляпаса по роті, якщо вона не припинить свої нісенітниці».
У 2009 році Королевський коледж Оксфорда заснував стипендію для випускників Неди Ага-Солтан, названу на честь Неди Ага-Солтан, яка загинула під час протестів після виборів. Це призвело до листа протесту до коледжу від посольства Ірану в Лондоні за підписом заступника посла Сафаралі Есламіана. У листі заперечувалися обставини її смерті та говорилося, що є «докази, які вказують на заздалегідь створений сценарій». Есламейн написав: «Схоже, що Оксфордський університет активізував участь у політично вмотивованій кампанії, яка не тільки різко суперечить його академічним цілям, але й пов’язана з ланцюгом подій у пост-іранських президентських виборах, які звинувачують у Британії. втручання як вдома, так і за кордоном». У листі також говорилося, що «рішення використати справу Неди для встановлення стипендії для випускників сильно політизує ваш навчальний заклад, підірвавши вашу наукову довіру — разом із британською пресою, яка висловила надзвичайно багато галасу про смерть Неди — зробить Оксфорд на дивно [sic] з рештою академічних установ світу». Есламейн попросила, щоб керівна рада університету була поінформована про «погляди Ірану», і закінчила словами: «Звичайно, ваші кроки, спрямовані на досягнення ваших інтересів через неполітично підтримувані програми, можуть краще залікувати рани її родини та її нації». Після публікації іранського листа анонімні дипломатичні джерела Великої Британії повідомили The Times, що стипендія заклала «ще один цвях у труну» відносин між Великою Британією та Іраном. Джерела повідомили, що якби уряд запитали, він би відмовився від цього кроку, оскільки вважалося, що Іран сприйняв би це як акт провокації та тому, що це завадило б спробам звільнити іранців, які працюють на Посольства Великої Британії в Тегерані, якого затримали за звинуваченням у участі в протестах після виборів. Представник коледжу сказав, що стипендія не була створена як частина політичного рішення, і якби початкові пожертви були відмовлені, це також було б витлумачено як політичне рішення.

### Рішення міжнародного арбітражного суду 2009 року
У квітні 2009 року британський уряд програв останню апеляцію в арбітражному суді Міжнародної торгової палати в Гаазі щодо виплати Ірану 650 мільйонів доларів. Ці гроші є компенсацією за угоду з продажу зброї, що датується 1970-ми роками, яка тоді не відбулася через Іранську революцію. Уряд шаха замовив 1500 танків Chieftain і 250 броньованих евакуаційних машин Chieftain (ARV) за контрактом на суму 650 мільйонів фунтів стерлінгів, але до революції було поставлено лише 185 машин. Контракт також охоплював навчання іранської армії та будівництво заводу поблизу Ісфахана для виготовлення частин танків і боєприпасів. Щоб відшкодувати частину витрат, 279 машин Chieftains було продано Йорданії, а 29 ARV — Іраку, який використовував їх проти Ірану в ірано-іракській війні. Велика Британія продовжувала доставляти запчастини до танків до Ірану після революції, але остаточно припинила після спалаху іранської кризи із захопленням заручників у 1979 році.
Британський уряд сам підтвердив, що має сплатити гроші, і рішення, яке було прийняте в Гаазі, було висвітлено в The Independent. Британія вже передала суду 486 мільйонів фунтів стерлінгів у 2002 році, щоб заплатити за будь-яке протиправне рішення. Угода коштує 390 мільйонів фунтів стерлінгів, які будуть виділені з цього фонду. Іран ще офіційно не подав заявку на отримання грошей, але коли він це зробить, не отримає їх, замість цього він приєднається до іранських активів на 976 мільйонів фунтів стерлінгів, заморожених Великою Британією через санкції ЄС.

### Напад на британське посольство у 2011 році
Основна стаття: Напад на посольство Великої Британії в Ірані в 2011 році
29 листопада 2011 року, незважаючи на сильний опір поліції, іранські протестувальники взяли штурмом дві будівлі посольства Великої Британії в Тегерані. Протестувальники розбивали вікна, грабували офіси, підпалювали урядові документи та спалювали британський прапор. Шістьох британських дипломатів спочатку повідомляло іранське напівофіційне інформаційне агентство Mehr як взятих у заручники, тоді як пізніше повідомлялося, що насправді їх супроводжувала поліція. Штурм британського посольства стався після спільних американсько-британсько-канадських санкцій у 2011 році та схвалення Радою опікунів уряду Ірану парламентського законопроекту про висилку британського посла в результаті цих санкцій. Протестувальники зняли британський прапор і замінили прапором Ірану. Міністерство закордонних справ Великої Британії у відповідь заявило: «Ми обурені цим. Це абсолютно неприйнятно, і ми це засуджуємо». За даними державних інформаційних агентств Ірану, протестувальники складалися переважно з молоді. 30 листопада Вільям Хейг оголосив, що всі іранські дипломати були вислані та отримали 48 годин, щоб залишити Сполучене Королівство.

### З 2011 року
Міністр оборони Великої Британії Філіп Хеммонд попередив, що Британія може вдатися до військових дій проти Ірану, якщо той виконає свою погрозу заблокувати Ормузьку протоку. Він сказав, що будь-яка спроба Ірану заблокувати стратегічно важливий водний шлях у відповідь на санкції проти його експорту нафти буде «незаконною та невдалою», і Королівський флот приєднається до будь-яких дій, щоб зберегти його відкритим. Представники британського міністерства оборони зустрілися з міністром оборони США Леоном Панеттою 6 січня, щоб розкритикувати інших членів НАТО за те, що вони не бажають виділяти ресурси для спільних операцій, зокрема в Лівії та Афганістані. Наступного дня офіційні особи Великої Британії повідомили про намір направити свої найпотужніші військово-морські сили в Перську затоку, щоб протистояти будь-якій спробі Ірану закрити Ормузьку протоку. Есмінець Type 45 HMS Daring прибуде в Перську затоку до кінця січня. За словами офіційних осіб, корабель здатний збити «будь-яку ракету в арсеналі Ірану».
У липні 2013 року Велика Британія розглянула можливість «поетапного» встановлення кращих відносин з Іраном після обрання президента Хасана Рухані, а в жовтні того ж року обидві країни оголосили, що кожна з них призначить тимчасового повіреного у справах. до відновлення повноцінних дипломатичних відносин. Це було зроблено 20 лютого 2014 року, [потрібне цитування], а в червні 2014 року британський уряд оголосив, що незабаром знову відкриє своє посольство в Тегерані. У 2015 році було одночасно відновлено посольства в інших країнах. У церемонії в Тегерані взяв участь міністр закордонних справ Великої Британії Філіп Хаммонд, перший міністр закордонних справ Великої Британії, який відвідав Іран після Джека Стро в 2003 році, який разом з ним був присутній на відкритті посольства Ірану в Лондоні. із заступником міністра закордонних справ Ірану Мехді Данеш Язді. Дипломат Аджай Шарма був призначений тимчасовим повіреним у справах Великої Британії, але повноправний посол, як очікується, буде призначено в найближчі місяці. У вересні 2016 року обидві країни відновили дипломатичні відносини до рівня, який був до 2011 року, і Ніколас Хоптон був призначений послом Великої Британії в Тегерані.
Прем’єр-міністр Великої Британії Девід Кемерон і президент Ірану Хасан Рухані зустрілися в кулуарах ООН у вересні 2014 року, відзначивши прямий контакт на найвищому рівні між двома країнами з часів Ісламської революції 1979 року.
У квітні 2016 року ірансько-британську подвійну громадянку Назанін Загарі-Раткліфф заарештували під час відвідування Ірану з дочкою. Її визнали винною у «змові з метою повалення уряду Ірану» у вересні 2016 року та засудили до 5 років позбавлення волі. Її чоловік очолив узгоджену кампанію за її звільнення, стверджуючи, що вона «була ув’язнена як важіль для боргу Великої Британії за те, що вона не поставила танки Ірану в 1979 році». Після того, як у березні 2021 року її початковий термін покарання закінчився, її звинуватили та визнали винною в пропагандистській діяльності проти уряду та засудили до одного року позбавлення волі. Її нарешті звільнили 16 березня 2022 року, що, як повідомлялося, було пов’язано зі сплатою Великою Британією історичного боргу за танки, оплачені Іраном у 1970-х роках, але так і не доставлені.
Тереза Мей, яка змінила Кемерона на посаді прем'єр-міністра в липні 2016 року, звинуватила Іран в "агресивних регіональних діях" на Близькому Сході, зокрема в створенні заворушень в Іраку, Лівані та Сирії, що призвело до погіршення відносин. У відповідь верховний лідер Ірану Алі Хаменеї засудив Велику Британію як «джерело зла і нещасть» для Близького Сходу.
Співробітники британської розвідки прийшли до висновку, що Іран відповідальний за 12-годинну кібератаку на британський парламент, яка в червні 2017 року скомпрометувала близько 90 облікових записів електронної пошти депутатів.
7 липня 2022 року Королівський військово-морський флот Великої Британії повідомив, що на початку цього року один з його військових кораблів затримав контрабандистів у міжнародних водах на південь від Ірану після захоплення іранського озброєння, включаючи ракети «земля-повітря» та двигуни крилатих ракет.

### Затримання танкера та напруженість у Ормузькій протоці
4 липня 2019 року Королівська морська піхота піднялася на борт танкера Grace 1, що належить Ірану, гелікоптером біля Гібралтару, де його затримали. Вказана причина полягала в застосуванні санкцій Європейського Союзу проти сирійських організацій, оскільки танкер підозрювався в тому, що він прямував до нафтопереробного заводу Баніяс, зазначеного в санкціях, які стосуються експорту сирійської нафти. Напередодні Гібралтар ухвалив правила, що дозволяють затримання. Міністр закордонних справ Іспанії Жозеп Боррель заявив, що затримання було здійснено на запит США. Представник МЗС Ірану назвав вилучення «піратством», заявивши, що Велика Британія не має права вводити санкції проти інших країн «екстериторіальним чином».
10 липня 2019 року напруженість посилилася, коли човни Корпусу вартових Ісламської революції Ірану наблизилися до танкера British Petroleum, British Heritage, заважаючи йому під час проходження через Ормузьку протоку. Фрегат Королівського флоту HMS Montrose розташувався між човнами та кораблем, щоб той міг продовжити свою подорож.
14 липня 2019 року міністр закордонних справ Великої Британії Джеремі Хант заявив, що Grace 1 може бути випущено, якщо Велика Британія отримає гарантії, що нафта — вартістю 2,1 мільйона барелів — не потрапить до Сирії.
19 липня 2019 року іранські ЗМІ повідомили, що нафтовий танкер Stena Impero, який належить Швеції, але під прапором Великої Британії, був захоплений Іранською революційною гвардією в Ормузькій протоці. Перший танкер, MV Mesdar, який був судном під прапором Ліберії, керованим у Великій Британії, спільним володінням Алжиру та Японії, був піднятий на борт, але пізніше звільнений. Іран заявив, що корабель під британським прапором зіткнувся з іранським судном і пошкодив його та проігнорував попередження іранської влади. Під час інциденту HMS Montrose був розміщений занадто далеко, щоб надати своєчасну допомогу; коли фрегат типу 23 прибув, було на десять хвилин занадто пізно. Планувалося, що HMS Montrose буде замінений на HMS Duncan, однак у світлі подій було вирішено, що згодом обидва кораблі будуть розгорнуті разом.
15 серпня 2019 року Гібралтар відпустив Грейс 1 після того, як заявив, що отримав запевнення, що вона не поїде до Сирії. Пізніше уряд Ірану заявив, що він не запевнив, що нафта не буде доставлено до Сирії, і підтвердив свій намір продовжувати постачати нафту в арабську країну. 26 серпня речник уряду Ірану Алі Рабіей оголосив, що 2,1 мільйона барелів сирої нафти було продано неназваному покупцеві або в Каламаті, Греція, або в Мерсіні, Туреччина. Суд США видав ордер на конфіскацію танкера, оскільки був переконаний, що танкер належить КВІР, який Вашингтон вважає іноземною терористичною організацією.
15 серпня 2019 року новий уряд Великої Британії на чолі з Борисом Джонсоном погодився приєднатися до США в операції з безпеки на морі Перської затоки «Сентінел», відмовившись від ідеї військово-морських сил охорони під керівництвом Європи.
4 вересня 2019 року Іран звільнив сімох із 23 членів екіпажу нафтового танкера Stena Impero під британським прапором, який іранські сили затримали в серпні. Речник МЗС Ірану Аббас Мусаві заявив, що вони були звільнені з гуманітарних міркувань. Він сказав, що їхньою проблемою стало порушення, допущене судном. 23 вересня влада Ірану оголосила, що танкер Stena Impero під британським прапором, який вони захопили 19 липня в Ормузькій протоці, може вийти. За словами речника уряду Алі Рабієї, судовий процес завершено, і всі умови для випуску нафтового танкера також виконано. Однак 24 вересня повідомлялося, що, незважаючи на подачу зеленого сигналу, щоб британський танкер покинув порт, він залишився в водах Ірану. Шведський власник Stena Impero Ерік Ханелл сказав, що вони не знають, чому танкер все ще там. 27 вересня Stena Impero вийшла з іранських вод і попрямувала до порту Рашид у Дубаї. Усі інші члени екіпажу, які все ще були затримані Іраном, також були звільнені. Корабель також зміг передати сигнали про місцезнаходження до прибуття в порт Рашид, Дубай, після чого інші члени екіпажу почали проходити медичні огляди. Того ж дня HMS Duncan повернувся до Портсмута.